# San’jó

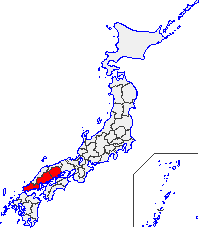
Oblast San’jó

San’jó (japonsky 山陰地方, San’jó-čihó) je název pro oblast na jihu japonského ostrova Honšú. Tvoří jižní část regionu Čúgoku, část přiléhající k Vnitřnímu moři. Název San’jó znamená „slunná strana hory“ a je kladen do protikladu k severní oblasti San’in neboli „stinné straně hory“. Za součást oblasti San’jó jsou běžně považovány prefektury Okajama, Hirošima a jižní část prefektury Jamaguči.